# Fargo (Dakota Północna)
Fargo – miasto w Stanach Zjednoczonych, położone we wschodniej części stanu Dakota Północna, siedziba hrabstwa Cass, nad rzeką Red, założone w 1871 roku.
Jest największym pod względem liczby mieszkańców miastem w Dakocie Północnej. Według spisu w 2020 roku liczy 126 tys. mieszkańców, a w obszarze metropolitalnym 249,8 tys. osób (obszar metropolitalny Fargo-Moorhead tworzą Fargo i West Fargo w Dakocie Północnej oraz Moorhead i Dilworth w stanie Minnesota).
Fargo jest jednym z najważniejszych miast w regionie. Znajduje się w nim Uniwersytet Stanu Dakota Północna (North Dakota State University).

## Gospodarka
Gospodarka Fargo jest historycznie związania z rolnictwem, jednak w ostatnich latach ten sektor traci na znaczeniu. Obecnie miasto rozwija się dzięki przemysłowi spożywczemu, produkcji towarów, rozwoju technologii, handlowi detalicznemu, szkolnictwu wyższemu i opiece zdrowotnej. Największymi niepublicznymi pracodawcami są: Stanford Health, Innovis Health, Blue Cross/Blue Shield, US Bank, Microsoft, Case New Holland oraz Swanson Health Products, natomiast North Dakota State University jest największym pracodawcą publicznym. W badaniu przeprowadzonym przez Forbes Fargo ulokowało się na 7. miejscu, jako najlepsze małe miasto do rozpoczęcia biznesu lub kariery zawodowej. W mieście działa port lotniczy Fargo-Hector.

## Galeria

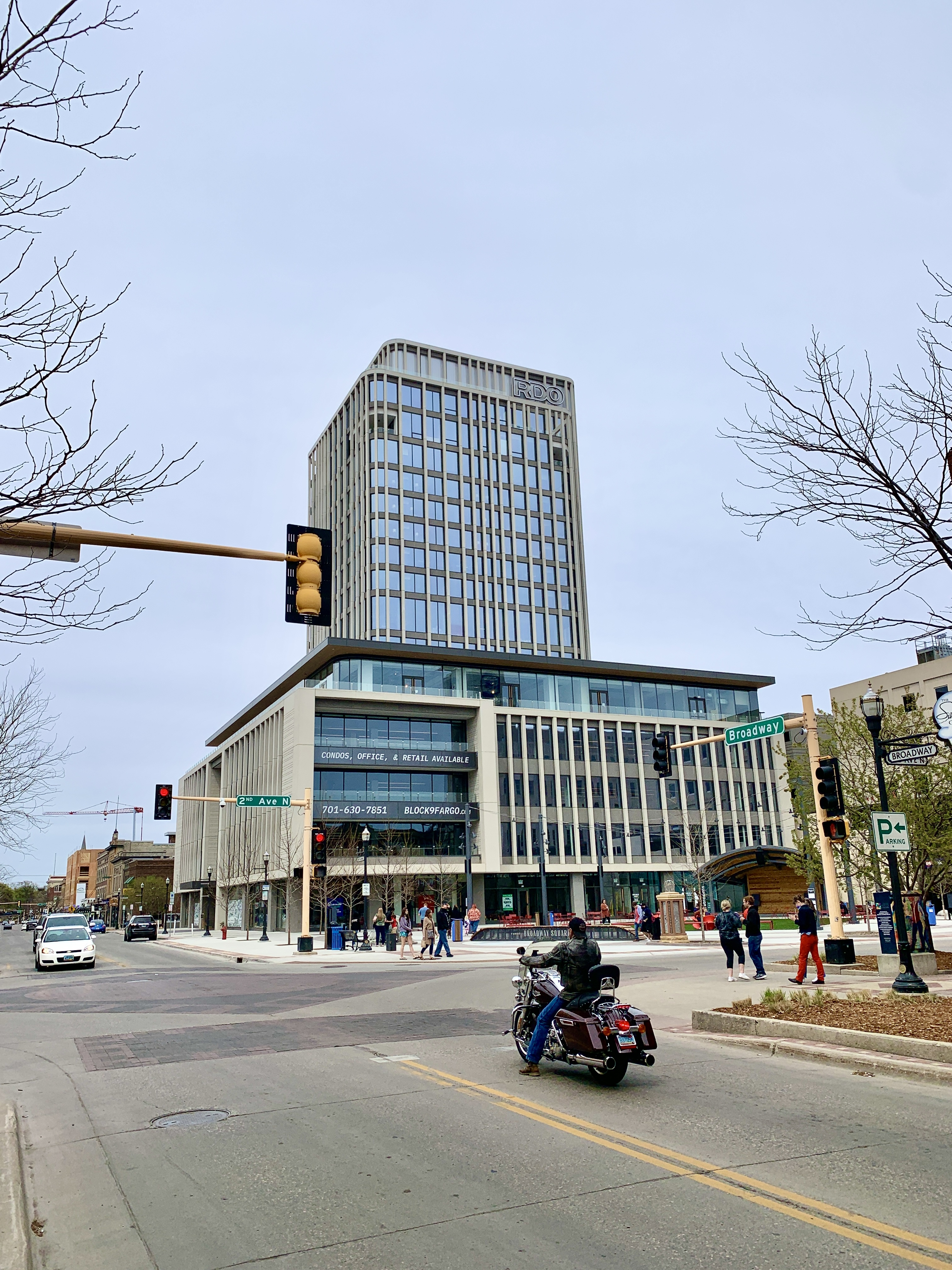
Najwyższy budynek we Fargo
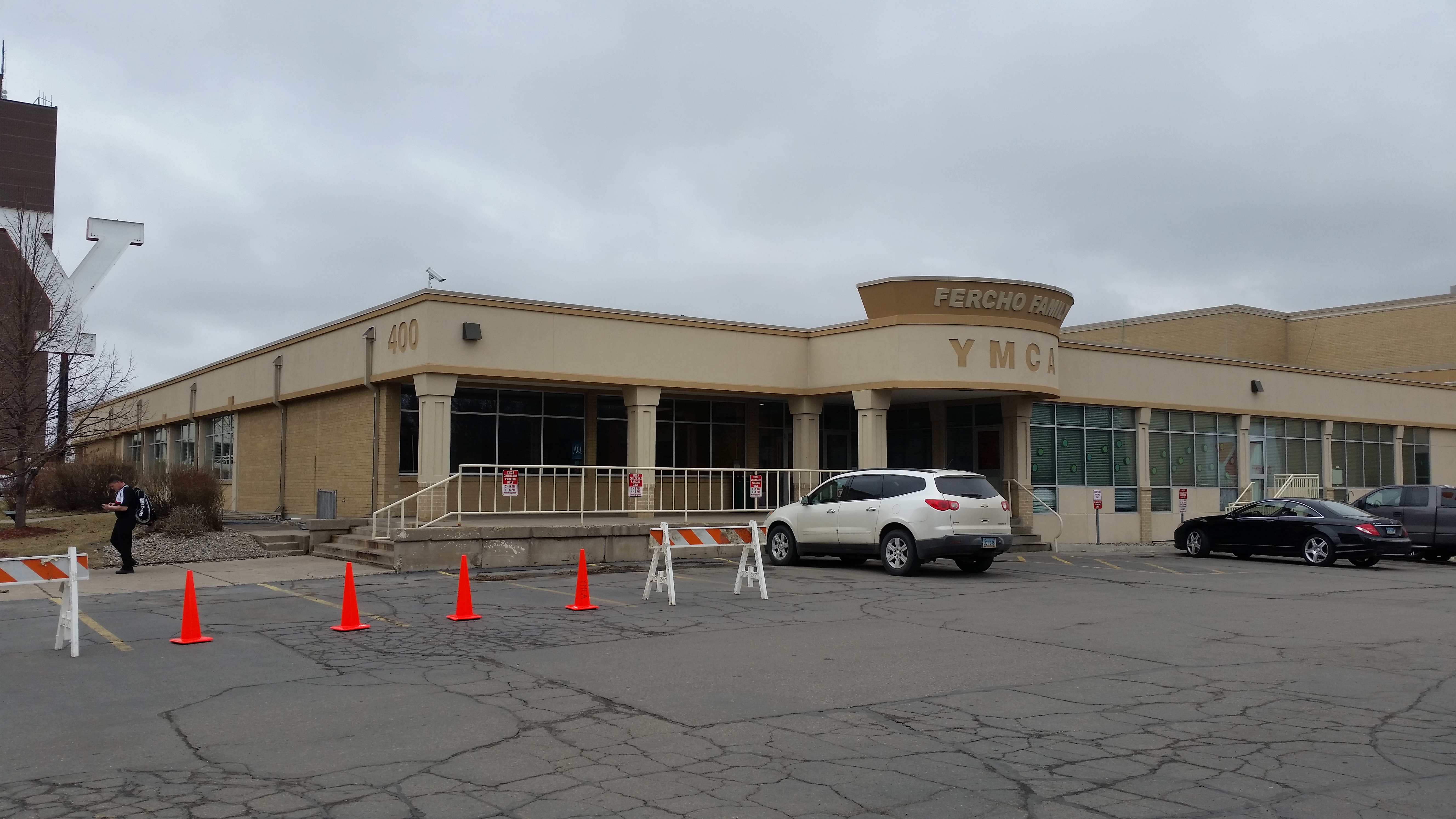
Gimnazjum
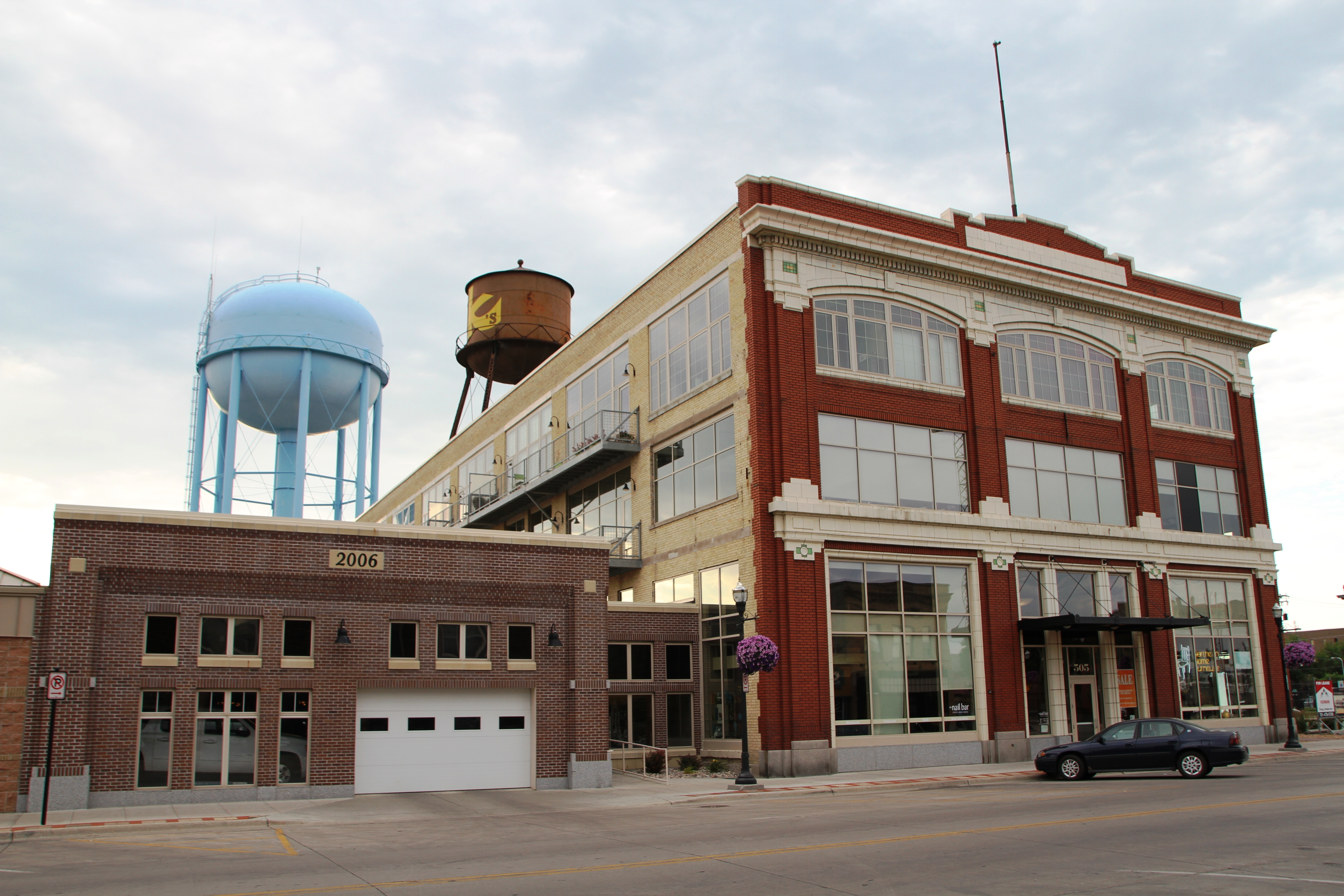
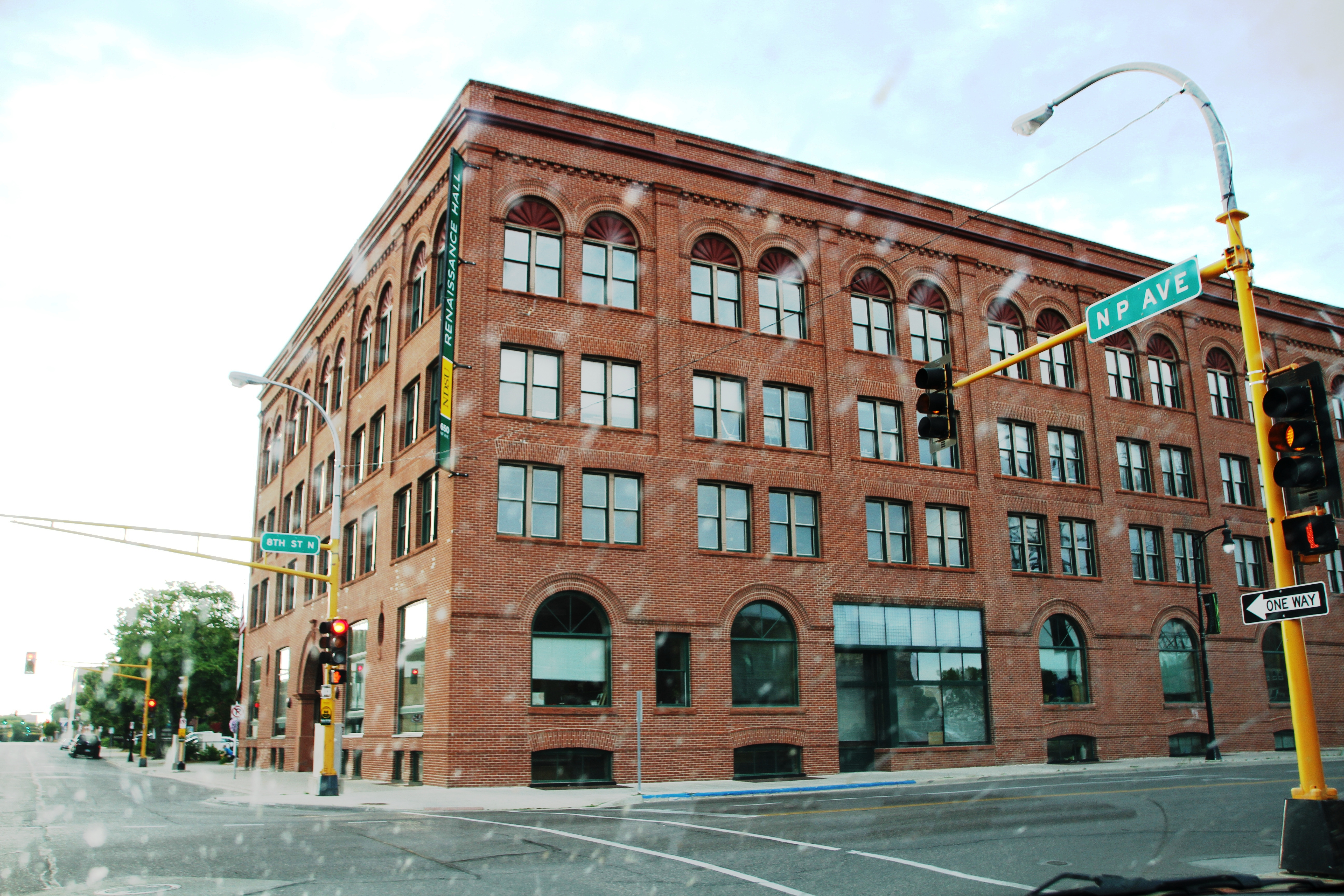
Budynek uniwersytecki
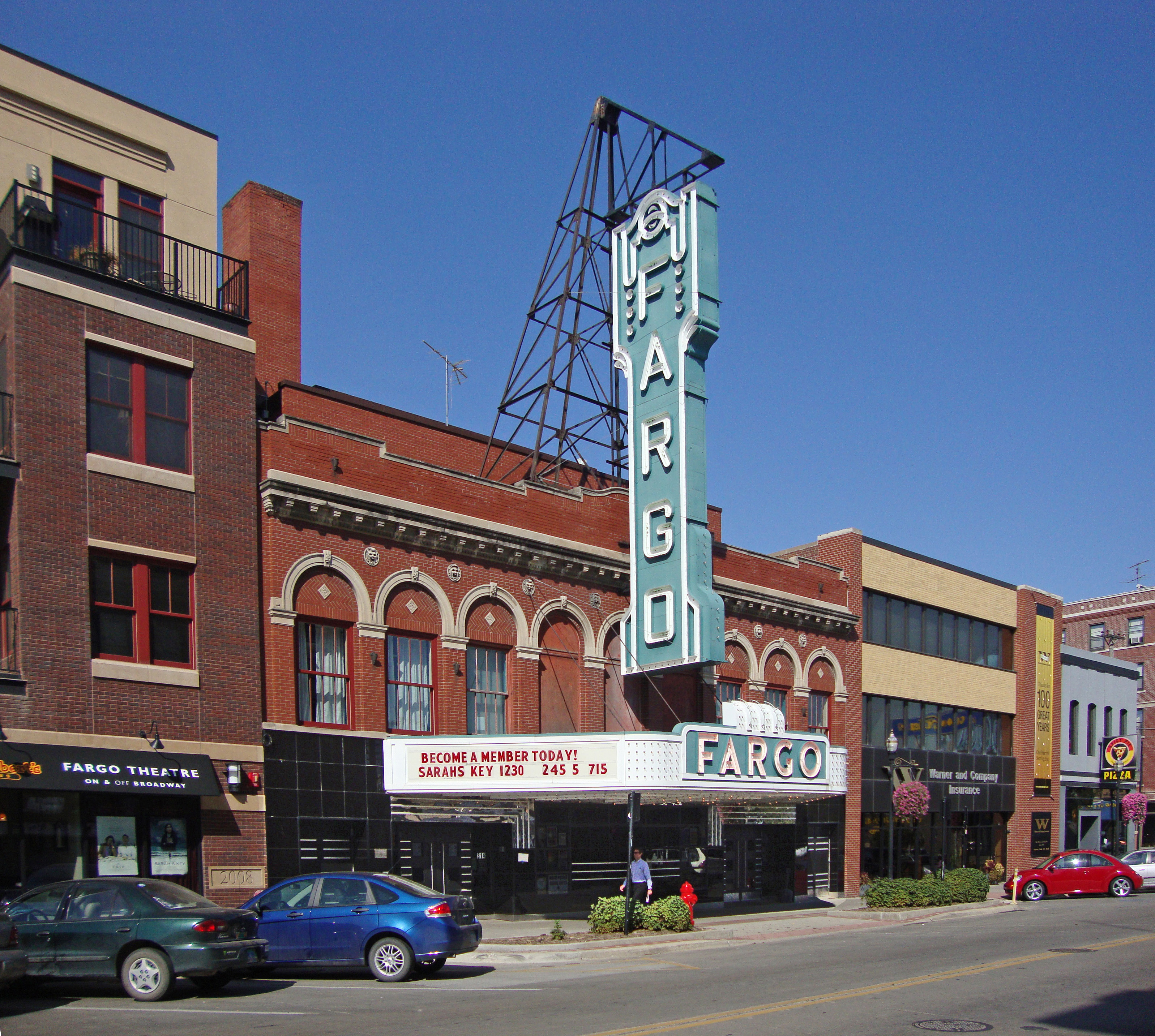
Teatr
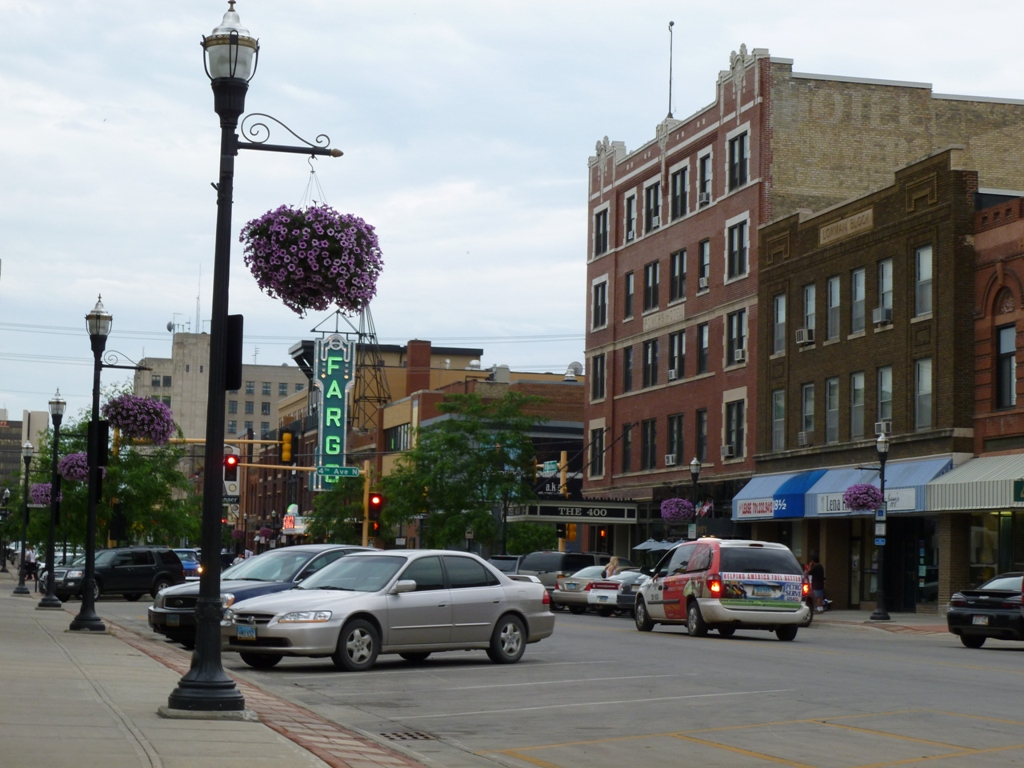
Śródmieście w 2011
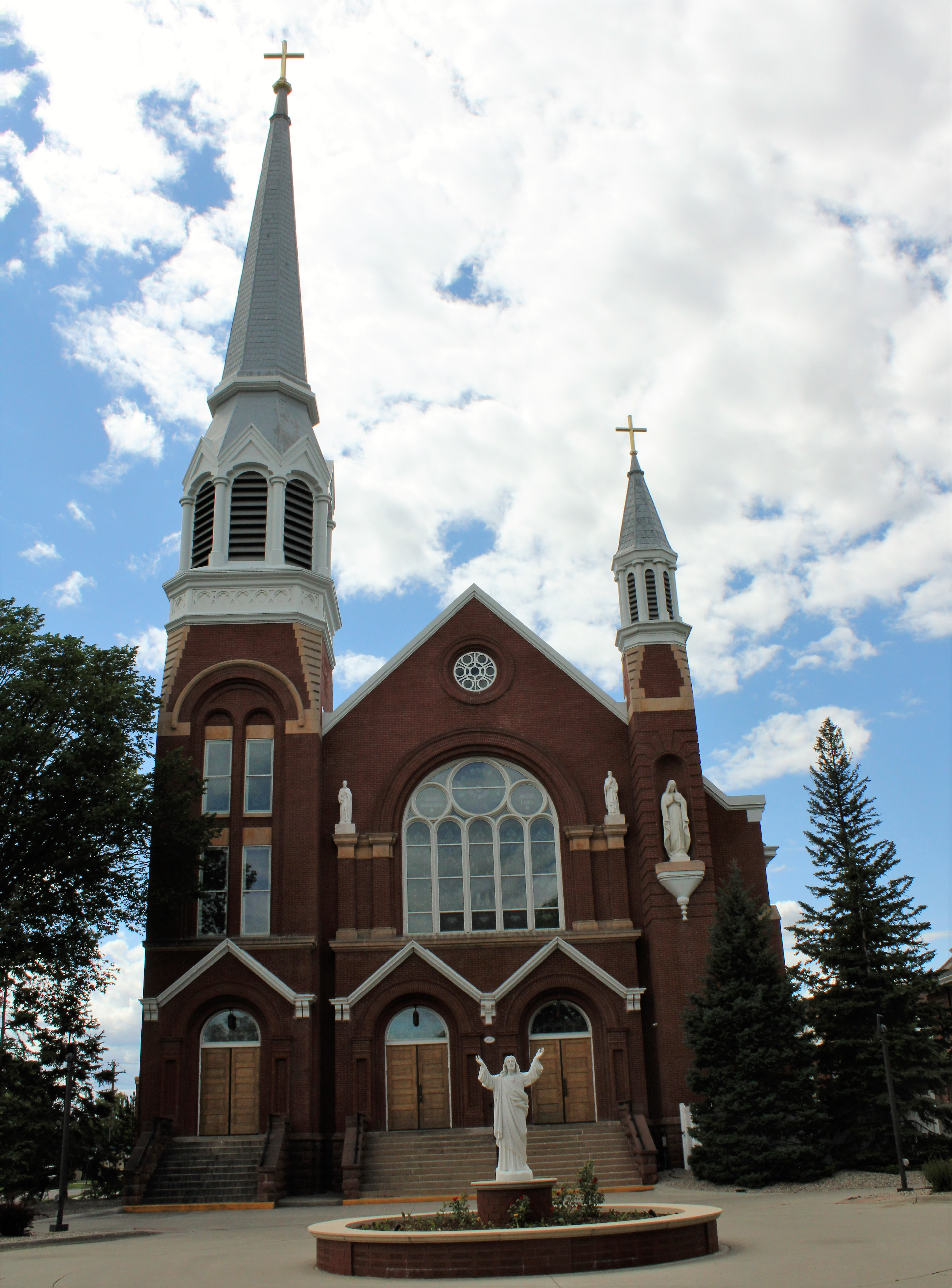
Katolicka Katedra Najświętszej Marii Panny
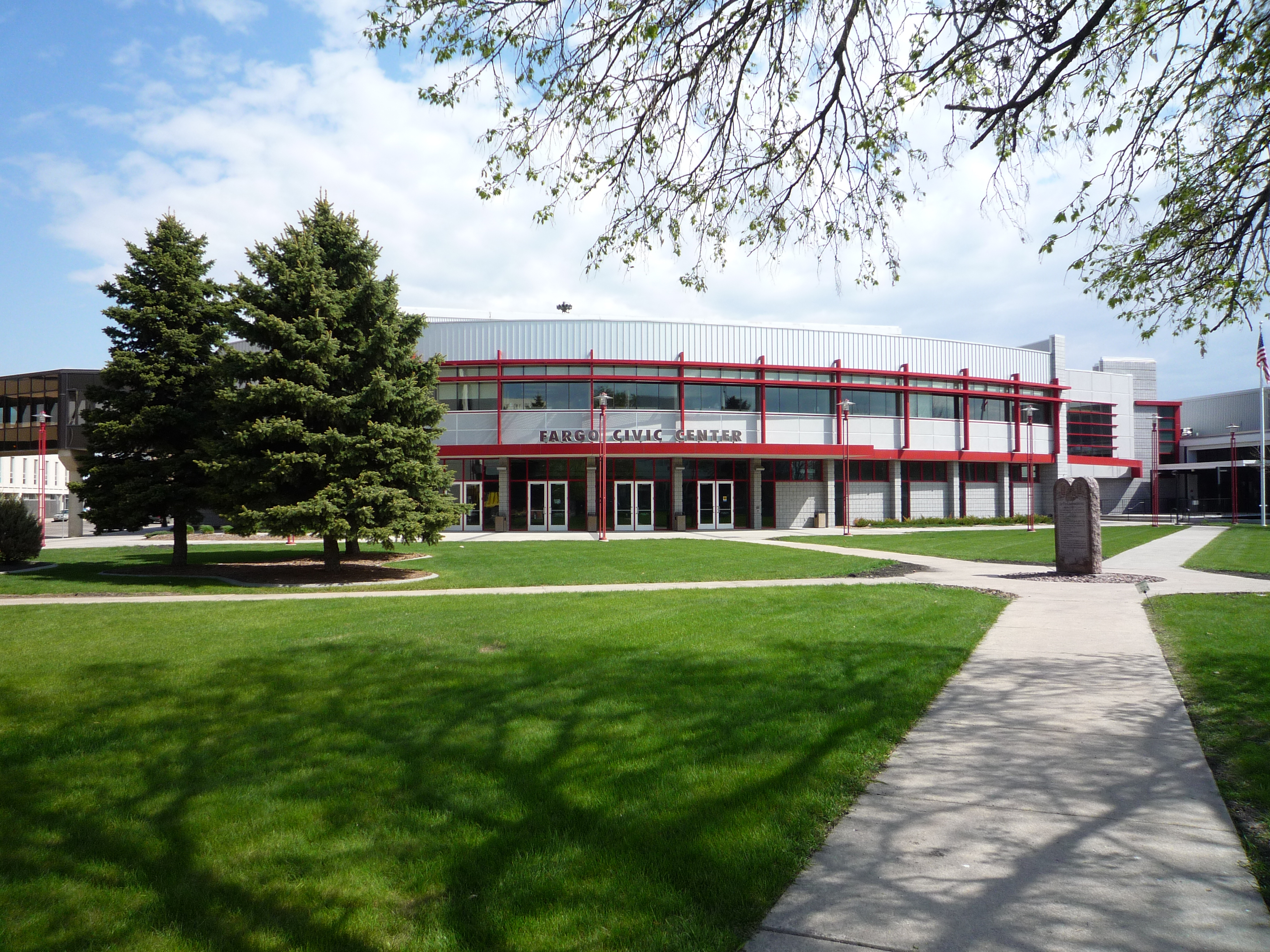
Arena sportowa

## Ludzie urodzeni w Fargo
- Bobby Vee (1943–2016) – piosenkarz[3]
- Collin Peterson (ur. 1944) – księgowy i polityk, kongresmen USA ze stanu Minnesota
- Richard Edlund (ur. 1940) – filmowiec specjalizujący się w efektach specjalnych
- Jan Maxwell (1956–2018) – aktorka teatralna i telewizyjna
- CariDee English (ur. 1984) – modelka i osobowość telewizyjna

## Miasta partnerskie
- Hamar (Norwegia)
- Vimmerby (Szwecja)